# 鎌池和馬
鎌池和馬（日语：／ Kamachi Kazuma），是日本作家，作品多在電擊文庫出版。
鎌池和馬在2002年第九屆電擊小說大獎中作品通過第三次審查，雖未得獎卻受到主辦單位MediaWorks的責任編輯三木一馬注意，在2004年4月以《魔法禁書目錄》出道，之後則繼續撰寫續篇。

## 人物介紹
鎌池和馬作品中的作者近照幾乎都只是幾何型的組合。他相當低調，不公開生日、年齡、照片等個人資料，極少在媒體曝光。在《電擊文庫》雜誌首頁刊登的灰村清孝專訪中提到，灰村清孝第一次見到鎌池和馬的印象是「好像有點像運動員？」
出道以來，鎌池維持著一年3到4本的出書速度，為快筆型作家，素有「人肉打字機」之稱，《魔法禁書目錄》單行本第二集僅花17天就完稿。目前更是達成從2014年12月至2016年12月止，連續25個月刊行輕小說連載的驚人成就。相當於一天寫上5000字以上的小說稿。他曾在感染諾如病毒期間仍繼續寫稿而不停筆。鎌池習慣在有故事情節想法浮現時，就馬上打成文字檔輸入電腦儲存，因此他的個人電腦裡面存有許多故事片段，他寫稿時再以這些片段組合、加工成完整的故事。其大部分作品均熱衷於創作獨特的世界觀系統，刻劃上讓角色與系統的緊密互動優先於性格描寫，致力從中營造出脫俗的感覺，不過因著內容持續擴展，亦有聲音質疑其最終能否駕馭整個故事，導致經常出現兩極評價。
《No Game No Life游戏人生》作者榎宫祐曾在推特上透漏镰池和马出道时大约在19岁。
2020年7月9日，随着《创约 魔法禁书目录》第二册的发售，镰池和马在电击文库成功累计100册。

## 作品

### 小說
- 魔法禁書目錄[7]
  - 新約 魔法禁書目錄[8]
  - 創約 魔法禁書目錄
- 重裝武器
- 智慧村的座敷童子[9]
- 簡單的問卷調查（日语：簡単なシリーズ#簡単なアンケートです）[10]
- 我與女武神的新婚生活（日语：ヴァルトラウテさんの婚活事情）[11]
- 未踏召喚://鮮血印記[12]
- 魔法重装座敷童子簡單殺人妃的婚前準備（日语：とある魔術のヘヴィーな座敷童が簡単な殺人妃の婚活事情）
- 最強をこじらせたレベルカンスト剣聖女ベアトリーチェの弱点 その名は「ぶーぶー」（日语：最強をこじらせたレベルカンスト剣聖女ベアトリーチェの弱点 その名は「ぶーぶー」）[13]
- 俺にはもうNとファンタジーの定義が見えない（日语：俺にはもうNとファンタジーの定義が見えない）
- 神角技巧與11名破壞者（日语：神角技巧と11人の破壊者）

- 末日·魔女，致飽和時代的最強者們。（日语：アポカリプス・ウィッチ_飽食時代の【最強】たちへ）
- 使える魔法は一つしかないけれど、これでクール可愛いダークエルフとイチャイチャできるならどう考えても勝ち組だと思う（日语：使える魔法は一つしかないけれど、これでクール可愛いダークエルフとイチャイチャできるならどう考えても勝ち組だと思う）

### 漫畫原作
- 科學超電磁砲[14]
  - 科學超電磁砲外傳 Astral Buddy幽幻姊妹
- 科學一方通行[15]
  - 偶像一方通行大人
- 日常茵蒂克丝
- 科學未元物質
- 重装武器
  - 重装武器S
  - 重装武器A
- 科學心理掌握

### 遊戲腳本
- 擴散性百萬亞瑟[16]

### 其他
- 撲殺天使（合著）

## 外部連結
- （日語）鎌池和馬官網 （页面存档备份，存于）
- （日語） 鎌池和馬公式情報的X（前Twitter）